# Peugeot Onyx
El Peugeot Onyx es un automóvil superdeportivo, fabricado por Peugeot y modelo de altas prestaciones que fue presentado en el Salón del Automóvil de París en 2012. El Onyx toma inspiración en el mundo de la competición y con unas prestaciones que seguramente estén a la altura de su agresiva estética.

## Diseño

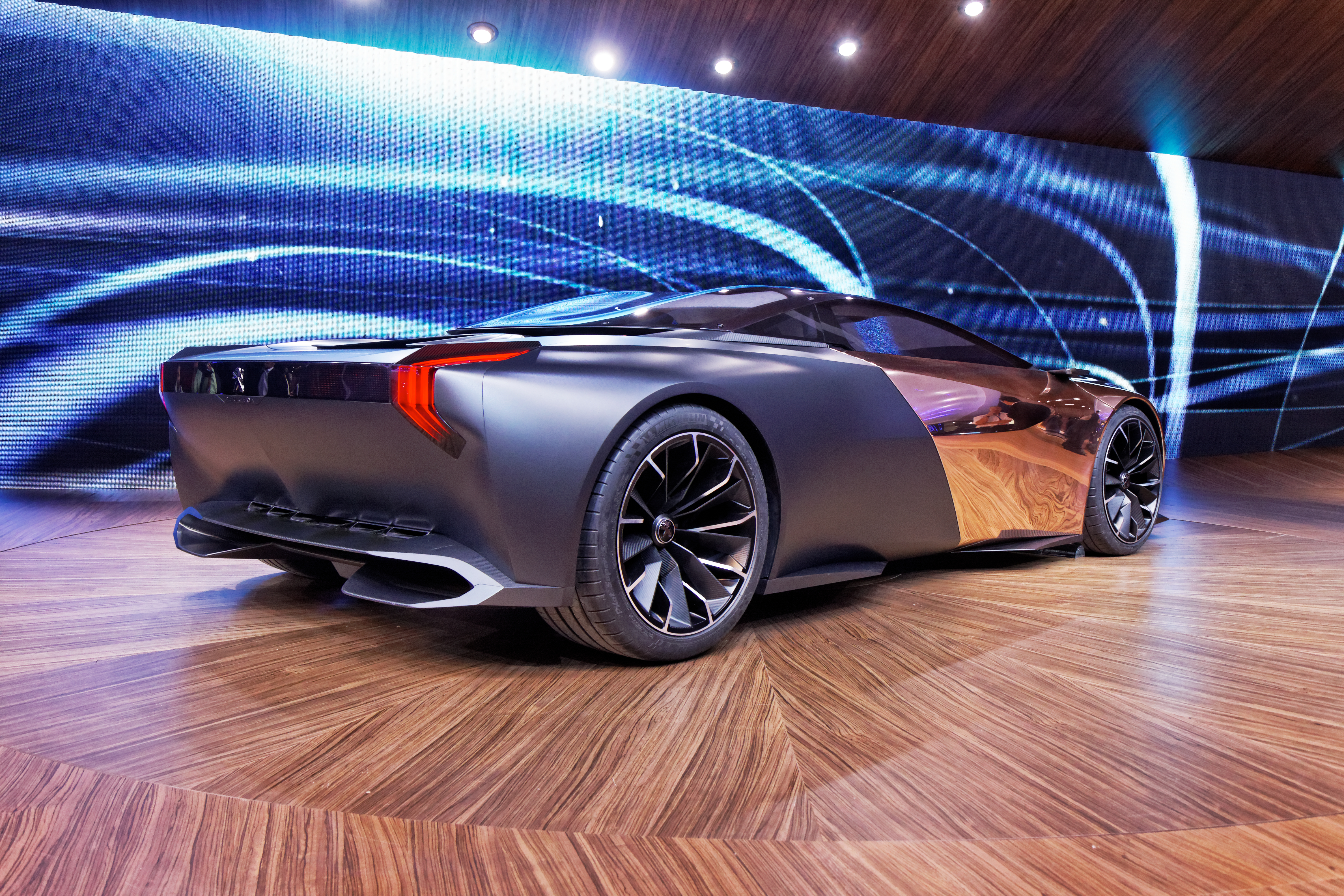
vista trasera del Peugeot Onyx

La carrocería sigue una línea baja y afilada, con muchos detalles angulosos que le dan una apariencia muy dinámica. Algunos de los paneles exteriores de la misma son de cobre puro, pulidos y modelados a mano, como curiosidad, Peugeot dice que no necesitarán ser protegidos y que eso es lo que quieren, que los paneles de cobre se cubran de la pátina que cubre el cobre con el tiempo.  
Otros de los paneles de este coche son de fibra de carbono pintados en negro mate. En la parte frontal del coche destacan unos faros que son completamente de diodos y realmente pequeños porque se han reducido todo lo posible sin que dejasen de ser funcionales. La carrocería del Peugeot Onyx tiene un coeficiente aerodinámico de 0,30 y otro de los detalles que se pueden apreciar es el doble abombamiento en el techo, un homenaje al RCZ. El techo y los cristales del habitáculo están hechos de polimetacrilato de metilo (plástico).

## Motor

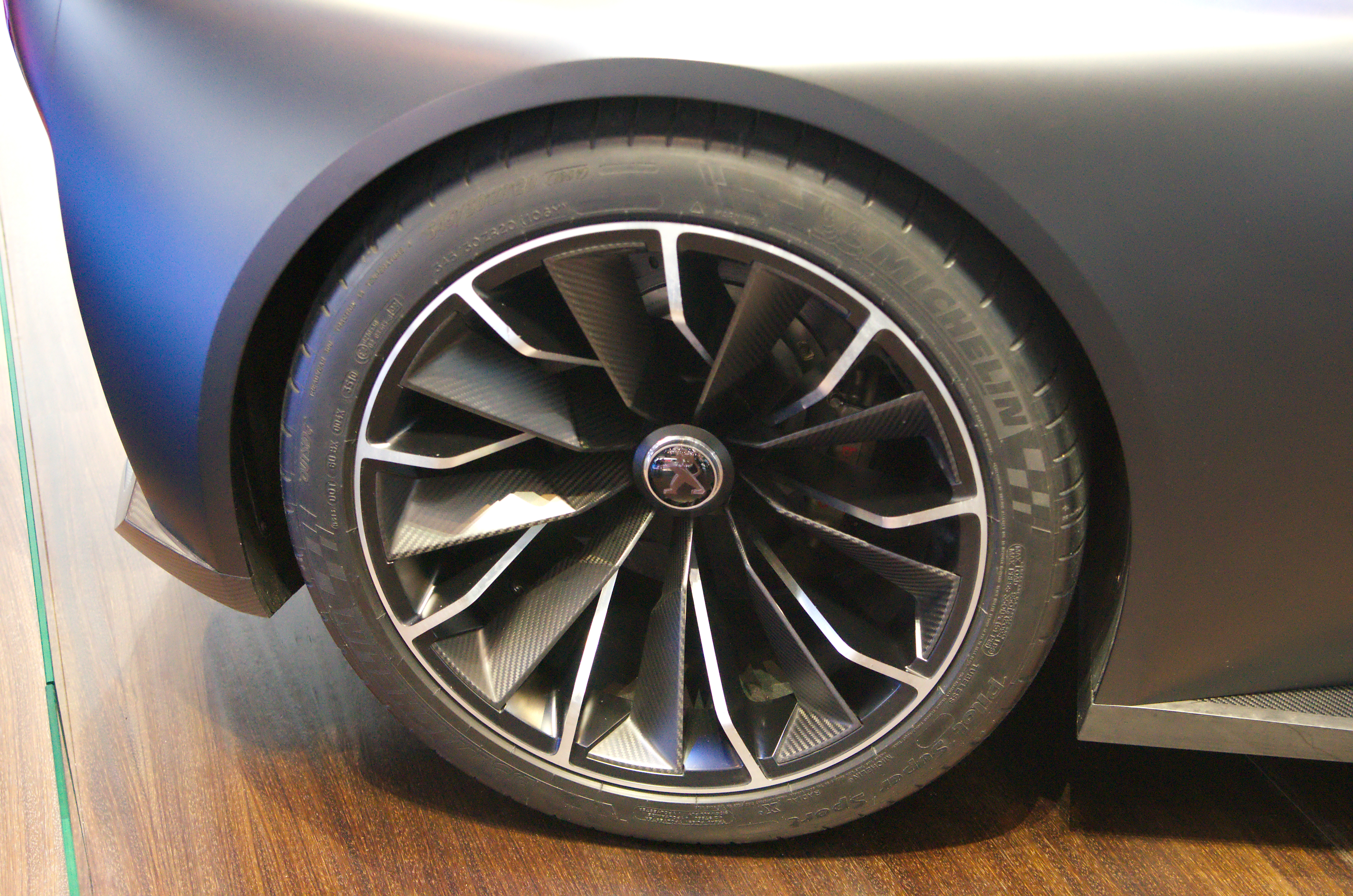
rueda del Peugeot Onyx

El chasis del Peugeot Onyx está hecho de 12 piezas de carbono que forman un bloque compacto y rígido que lleva integrados los subchasis delantero y trasero. El chasis del Onyx pesa tan solo 100 kg. Dentro de este caparazón de tío duro y en la posición donde se encuentran los motores en los superdeportivos de pura raza, lleva el motor en posición central trasera, se aloja un motor 3.7 V8 HDi diésel híbrido con un motor eléctrico, heredado de los Peugeot de competición de la categoría LMP1.
Este motor híbrido HYbrid4 transmite los 600 CV que entrega a las ruedas traseras mediante una caja secuencial de seis velocidades. 600 CV para 1.100 kg que pesa este coche de 4,65 metros de largo y 2,20 de ancho, tiene que ser muy divertido de conducir este Onyx. Gracias a la tecnología híbrida, el Peugeot Onyx recupera la energía de las frenadas y la almacena en una batería de iones de litio, devolviéndola automáticamente durante las aceleraciones y aportando 80 CV extra de potencia.
Este coche de casi competición lleva un fondo plano de carbono que genera efecto suelo para aumentar la adherencia, razón por la que este coche apenas lleva aditamentos aerodinámicos visibles que en otras condiciones serían necesarios para mantener el coche pegado a la carretera. El alerón trasero es retráctil y móvil para generar más carga en el eje trasero durante las frenadas y a alta velocidad.
Los neumáticos que lleva han sido especialmente diseñados por Michelin, sus medidas son 275/30 R20 en el eje delantero y 345/30 R20 en el eje trasero. La suspensión, al igual que el grupo híbrido, también se ha heredado del mundo de la competición y es independiente de doble triángulo en ambos ejes. El equipo de frenos es de carbono, los discos delanteros tienen un diámetro de 380 mm y los traseros de 355 mm.

## Interior

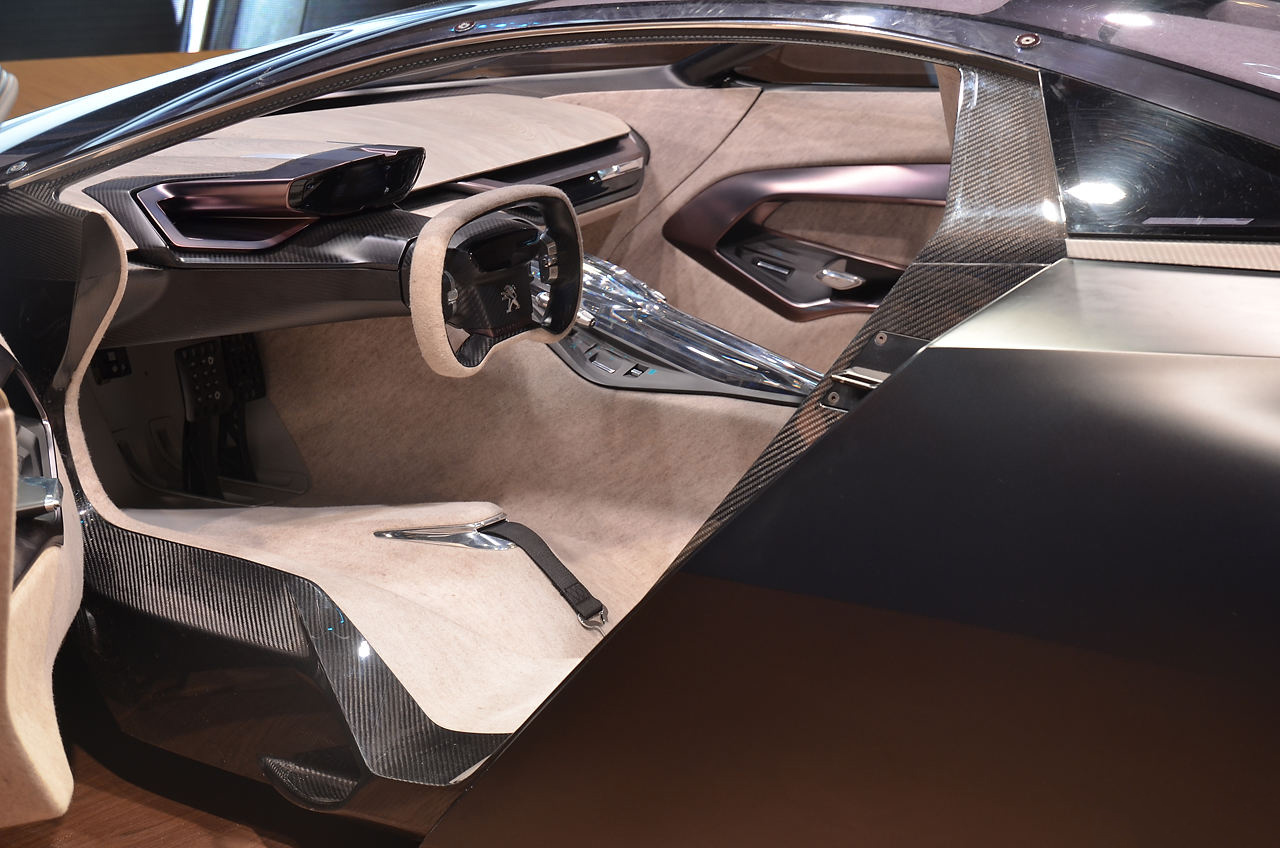
habitáculo del Peugeot Onyx

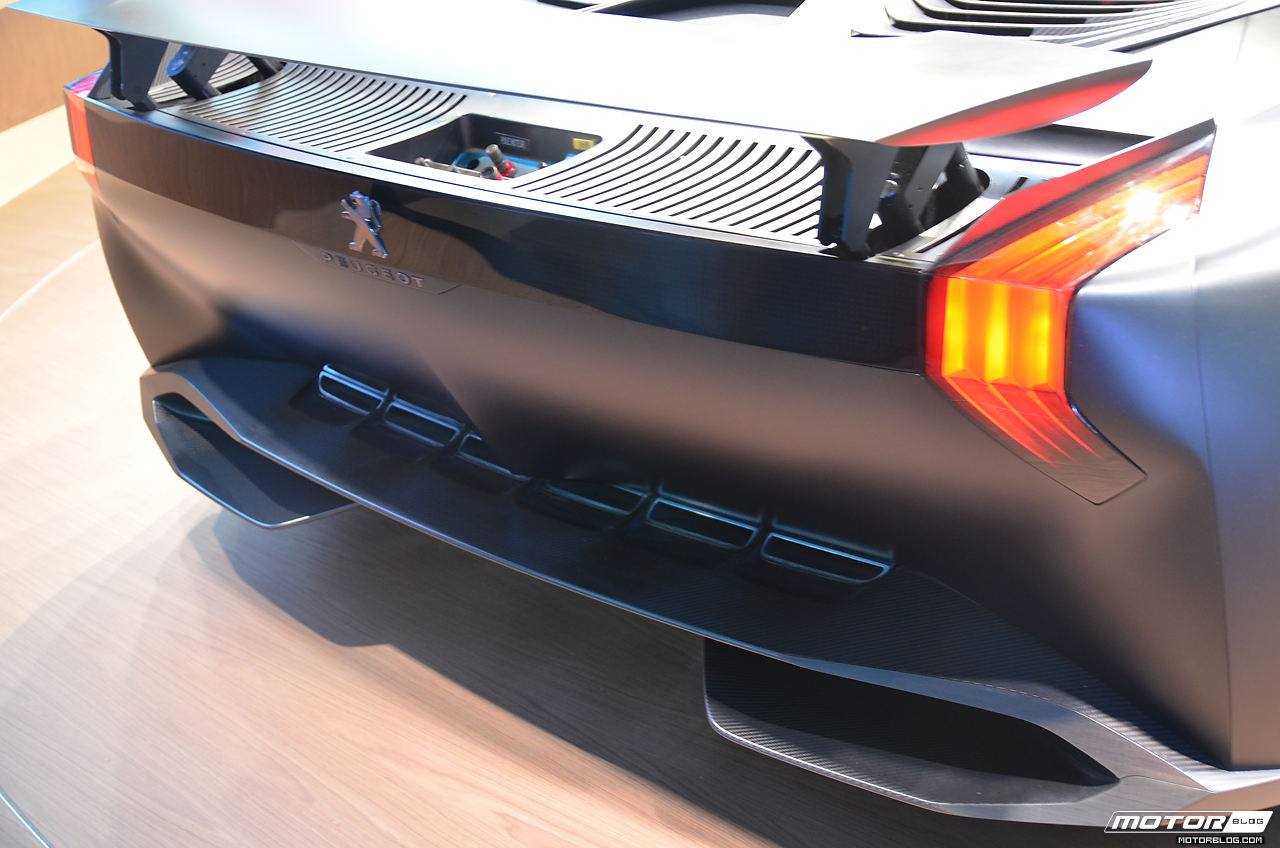
alerón de Peugeot Onyx

En el Peugeot Onyx las puertas que cuentan con un peculiar sistema de apertura en dos tiempos, el habitáculo tiene aparente sobriedad. El revestimiento del habitáculo está hecho de fieltro en una pieza y hace la forma de los asientos, el piso, la consola puente, el techo… además de ejercer como insonorizante. Los ocupantes se sientan directamente sobre esta pieza de fieltro que cubre unos asientos tipo baquet con espumas bajo el tejido para hacer las zonas blandas del asiento.
Los instrumentos del salpicadero han sido diseñados para facilitar su uso intuitivo, los mandos de la consola son de aluminio y van enmarcados en carbono. El volante de forma cuasi rectangular va forrado en fieltro y lleva levas para controlar el cambio secuencial. Hay detalles hechos con madera sintética elaborada a base de periódicos usados compactados, que luego son tallados para adaptarlos a las formas del interior del coche. 
El panel de instrumentos es bastante revolucionario, el régimen del motor y la velocidad se indican mediante unas piezas metálicas, mientras que el funcionamiento del sistema híbrido se representa en unas pantallas digitales. En el techo también hay interruptores de aluminio, entre ellos el de arranque, y acompañando a estos interruptores hay una lámina donde se proyectan las imágenes recogidas por tres cámaras que ejercen la función de retrovisores.
Los reposacabezas llevan unas cámaras para grabar el habitáculo y la carretera, todo lo grabado se puede ver en el sistema de infoentretenimiento del coche que consiste en una tableta situada enfrente del acompañante. El complemento ideal para los que les gusta grabarse en circuito.